# 디에고 플라센테
디에고 로돌포 플라센테(Diego Rodolfo Placente, 1977년 4월 24일 부에노스아이레스 ~ )는 아르헨티나의 전 축구 선수로, 포지션은 수비수였다.
1996년 아르헨티노스 주니어스에 입단하면서 데뷔했으며 리버 플레이트, 바이어 04 레버쿠젠, 셀타 비고, CA 산로렌소, 지롱댕 보르도 등 여러 소속팀에서 활약하였다.
2002년 FIFA 월드컵과 2004년 코파 아메리카, 2005년 FIFA 컨페더레이션스컵에 출전했다.